# Division 2 1960/61
Die Division 2 1960/61 war die 22. Austragung der zweithöchsten französischen Fußballliga. Zweitligameister wurde Stade Olympique Montpellier.

## Vereine
Teilnahmeberechtigt waren die 14 Vereine, die nach der vorangegangenen Spielzeit weder in die erste Division aufgestiegen waren noch ihre Lizenz – freiwillig oder gezwungen – aufgegeben hatten; dazu kamen vier Erstligaabsteiger und ein bisheriger Amateurklub, der die Profilizenz erhalten hatte.
Somit spielten in dieser Saison folgende 19 Mannschaften um die Meisterschaft der Division 2:
- drei Mannschaften aus dem äußersten Norden (CO Roubaix-Tourcoing, OSC Lille, US Boulogne),
- eine aus Paris (Cercle Athlétique),
- fünf aus dem Nordosten (US Forbach, FC Metz, die beiden Absteiger Racing Strasbourg und FC Sochaux, Racing Club Franc-Comtois Besançon),
- drei aus dem Westen (der zu Saisonbeginn umbenannte Neuling AS Cherbourg, FC Nantes, Absteiger Girondins Bordeaux),
- sieben aus dem Süden (AS Béziers, Absteiger SC Toulon, SO Montpellier, Olympique Alès, AS Aix, Olympique Marseille, AS Cannes).

Einen direkten Auf- und Abstieg in Abhängigkeit vom sportlich erzielten Ergebnis gab es lediglich zwischen erster und zweiter Profi-Division; nach dem Zweiten Weltkrieg war über einige Jahre ein Abstieg in die dritthöchste Spielklasse eingeführt worden, der allerdings inzwischen nicht mehr in Kraft war. Ein Zweitdivisionär konnte also alleine in dem Fall absteigen, dass er seine Lizenz abgab oder sie ihm entzogen wurde. Bisherige Amateurmannschaften hingegen konnten auch weiterhin nur dann zur folgenden Saison in die Division 2 aufsteigen, wenn sie vom zuständigen Verband FFF die Genehmigung erhielten, professionellen Status anzunehmen.
Auch in dieser Saison gab es keine Relegation zwischen dem am schlechtesten platzierten Erstligisten, der nicht direkt abstieg, und dem besten, nicht direkt aufstiegsberechtigten Zweitligisten.

## Saisonverlauf
Jede Mannschaft trug gegen jeden Gruppengegner ein Hin- und ein Rückspiel aus, einmal vor eigenem Publikum und einmal auswärts. Es galt die Zwei-Punkte-Regel; bei Punktgleichheit gab das Torverhältnis den Ausschlag für die Platzierung. In Frankreich wird bei der Angabe des Punktverhältnisses ausschließlich die Zahl der Pluspunkte genannt; hier geschieht dies in der in Deutschland zu Zeiten der 2-Punkte-Regel üblichen Notation.
Das Rennen um die vier Aufstiegsplätze blieb bis zum letzten Spieltag offen, und auch die Zweitligameisterschaft wurde erst dann – und zudem lediglich durch die unterschiedlichen Torquotienten von Montpellier und Metz – entschieden. Sochaux und Strasbourg gelang schließlich gegen eine aus sechs Mannschaften bestehende Verfolgergruppe, in der Cannes sich als torgefährlichste Elf der Saison entpuppte, der sofortige Wiederaufstieg. Im unteren Bereich der Tabelle wehrten sich sieben Teams dagegen, die Position als Schlusslicht bekleiden zu müssen, darunter auch Neuling Cherbourg und Absteiger Toulon. Das Nachsehen in dieser Auseinandersetzung hatte schließlich, wie schon in der vorangehenden Spielzeit, die Mannschaft aus Aix-en-Provence.
In den 342 Begegnungen wurden 1.028 Treffer erzielt; das entspricht einem Mittelwert von 3,0 Toren je Spiel. Die Torjägerkrone gewann Casimir Koza (Strasbourg) mit 28 Toren. Nach Saisonende gab Olympique Alès seinen Profistatus auf. Zur folgenden Spielzeit kamen die Erstligaabsteiger FC Grenoble, FC Limoges, US Valenciennes-Anzin und AS Troyes-Savinienne neu hinzu. Außerdem erhielt Red Star Olympique nach nur einem Jahr im Amateurspielbetrieb wieder eine Profilizenz, so dass dann weiterhin 19 Teilnehmer in der Division 2 vertreten waren.

## Abschlusstabelle
| Pl. | Verein                 | Sp. | S  | U  | N  | Tore    | Quote | Punkte |
| --- | ---------------------- | --- | -- | -- | -- | ------- | ----- | ------ |
| 1.  | SO Montpellier         | 36  | 22 | 4  | 10 | 068:350 | 1,94  | 48:24  |
| 2.  | FC Metz                | 36  | 19 | 10 | 7  | 069:370 | 1,86  | 48:24  |
| 3.  | FC Sochaux (A)         | 36  | 18 | 10 | 8  | 058:360 | 1,61  | 46:26  |
| 4.  | Racing Strasbourg (A)  | 36  | 19 | 7  | 10 | 070:380 | 1,84  | 45:27  |
| 5.  | AS Béziers             | 36  | 13 | 16 | 7  | 054:520 | 1,04  | 42:30  |
| 6.  | Olympique Marseille    | 36  | 15 | 11 | 10 | 056:420 | 1,33  | 41:31  |
| 7.  | AS Cannes              | 36  | 17 | 7  | 12 | 071:590 | 1,20  | 41:31  |
| 8.  | Girondins Bordeaux (A) | 36  | 14 | 13 | 9  | 059:500 | 1,18  | 41:31  |
| 9.  | OSC Lille              | 36  | 14 | 12 | 10 | 049:430 | 1,14  | 40:32  |
| 10. | US Boulogne            | 36  | 18 | 3  | 15 | 063:620 | 1,02  | 39:33  |
| 11. | FC Nantes              | 36  | 15 | 6  | 15 | 061:640 | 0,95  | 36:36  |
| 12. | CO Roubaix-Tourcoing   | 36  | 13 | 7  | 16 | 059:630 | 0,94  | 33:39  |
| 13. | AS Cherbourg (N)       | 36  | 10 | 9  | 17 | 045:580 | 0,78  | 29:43  |
| 14. | SC Toulon (A)          | 36  | 10 | 9  | 17 | 036:590 | 0,61  | 29:43  |
| 15. | US Forbach             | 36  | 10 | 7  | 19 | 051:680 | 0,75  | 27:45  |
| 16. | Olympique Alès         | 36  | 10 | 7  | 19 | 039:620 | 0,63  | 27:45  |
| 17. | Racing FC Besançon     | 36  | 8  | 9  | 19 | 050:790 | 0,63  | 25:47  |
| 18. | CA Paris               | 36  | 9  | 7  | 20 | 033:560 | 0,59  | 25:47  |
| 19. | AS Aix                 | 36  | 7  | 8  | 21 | 037:650 | 0,57  | 22:50  |

Platzierungskriterien: 1. Punkte – 2. Torquotient – 3. geschossene Tore
| (A) | Absteiger aus der Division 1 1959/60 |
| (N) | Neuaufsteiger                        |